# Мужская сборная ФРГ по волейболу
Мужская национальная сборная ФРГ по волейболу (нем. Männer-Volleyballnationalmannschaft der BRD) — до 1990 года представляла Федеративную Республику Германии на международных соревнованиях по волейболу. Управляющей организацией выступал Немецкий волейбольный союз (Deutscher Volleyball-Verband — DVV).

## История
Немецкий волейбольный союз образован в 1955 году. В 1957 был принят в ФИВБ.
Дебют мужской национальной сборной ФРГ в официальных международных соревнованиях ФИВБ состоялся в 1956 году на чемпионате мира в Париже. В 5 проведённых на турнире матчах волейболисты Западной Германии не смогли выиграть ни разу и заняли последнее (24-е) место. 
В последующие годы сборная ФРГ лишь раз квалифицировалась на чемпионат мира (в 1966), а также приняла участие в олимпийском волейбольном турнире 1972 года в Мюнхене в качестве хозяев соревнований. На чемпионатах Европы команда ФРГ выступала 6 раз, но выше 11-го места не поднималась. 
3 октября 1990 года произошло объединение Германии, а 9 декабря слились и волейбольные федерации двух немецких государств. Объединённая федерация продолжила существование под существующим в ФРГ названием Немецкий волейбольный союз (нем. Deutscher Volleyball-Verband — DVV). Тогда же была сформирована и мужская волейбольная сборная объединённой Германии,

## Результаты выступлений и составы

### Олимпийские игры
- 1964 — не участвовала
- 1968 — не квалифицировалась
- 1972 — 11-е место
- 1976 — не участвовала
- 1980 — не участвовала
- 1984 — не участвовала
- 1988 — не квалифицировалась

- 1972: Бернард Эндрих, Ханс-Георг фон дер Охе, Ханс-Ульрих Грассхофф, Хатто Нольте, Клаус Мец, Клаус-Дитер Бушле, Хильд Рюдигер, Тони Римрод, Ульф Тюткен, Уве Цитрански, Фолькер Паулюс, Вольфганг Симон. Тренер — Манфред Киндерман.

### Чемпионаты мира
| - 1949 — не участвовала - 1952 — не участвовала - 1956 — 24-е место - 1960 — не участвовала - 1962 — не участвовала - 1966 — 20-е место | - 1970 — не квалифицировалась - 1974 — не квалифицировалась - 1978 — не участвовала - 1982 — не квалифицировалась - 1986 — не участвовала - 1990 — не квалифицировалась |

### Кубок мира
- 1965 — не участвовала
- 1969 — 10-е место
- 1977 — не участвовала
- 1981 — не участвовала
- 1985 — не участвовала
- 1989 — не участвовала

### Чемпионаты Европы
| - 1948 — не участвовала - 1950 — не участвовала - 1951 — не участвовала - 1955 — не участвовала - 1958 — 19-е место - 1963 — 15-е место - 1967 — 18-е место - 1971 — 16-е место | - 1975 — не квалифицировалась - 1977 — не квалифицировалась - 1979 — не квалифицировалась - 1981 — 11-е место - 1983 — не квалифицировалась - 1985 — не квалифицировалась - 1987 — не квалифицировалась - 1989 — 11-е место |

## Тренеры
- 1956 — Эберхард Шульц
- 1957—1958 — Вернер Лор
- 1959—1960 — Ежи Плавчик
- 1961—1964 — Александер Мюле
- 1965—1971 — Мирослав Ровны
- 1971 — Йозеф Столарик
- 1971 — Акира Като
- 1971—1972 — Манфред Киндерман
- 1973—1974 — Михаэль Грегори
- 1974—1975 — Себастьян Михайлеску
- 1976—1983 — Михаэль Грегори
- 1983—1987 — Збигнев Ясюкевич
- 1987—1990 — Стелиан Мокулеску